# 道爾

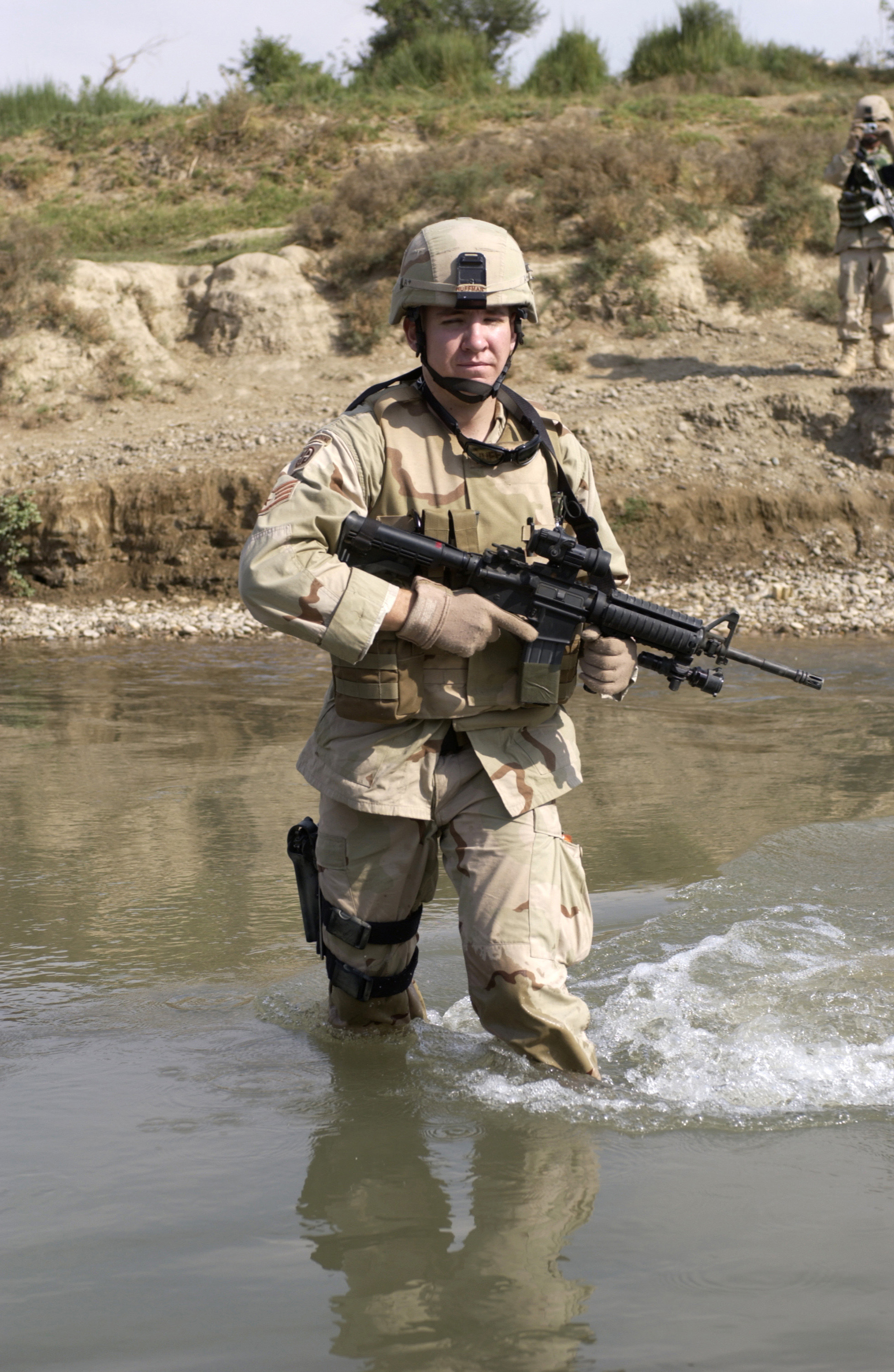

道爾是伊拉克的城鎮，位於該國中部，由薩拉赫丁省負責管轄，毗鄰前總統薩達姆·侯賽因出生地提克里特，主要經濟活動是農業，人口21,120。

## 外部連結
- Map and satellite imagery showing ad-Dawr and environs - GlobalSecurity.org （页面存档备份，存于）

34°27′27″N 043°47′56″E / 34.45750°N 43.79889°E